# 品川神社

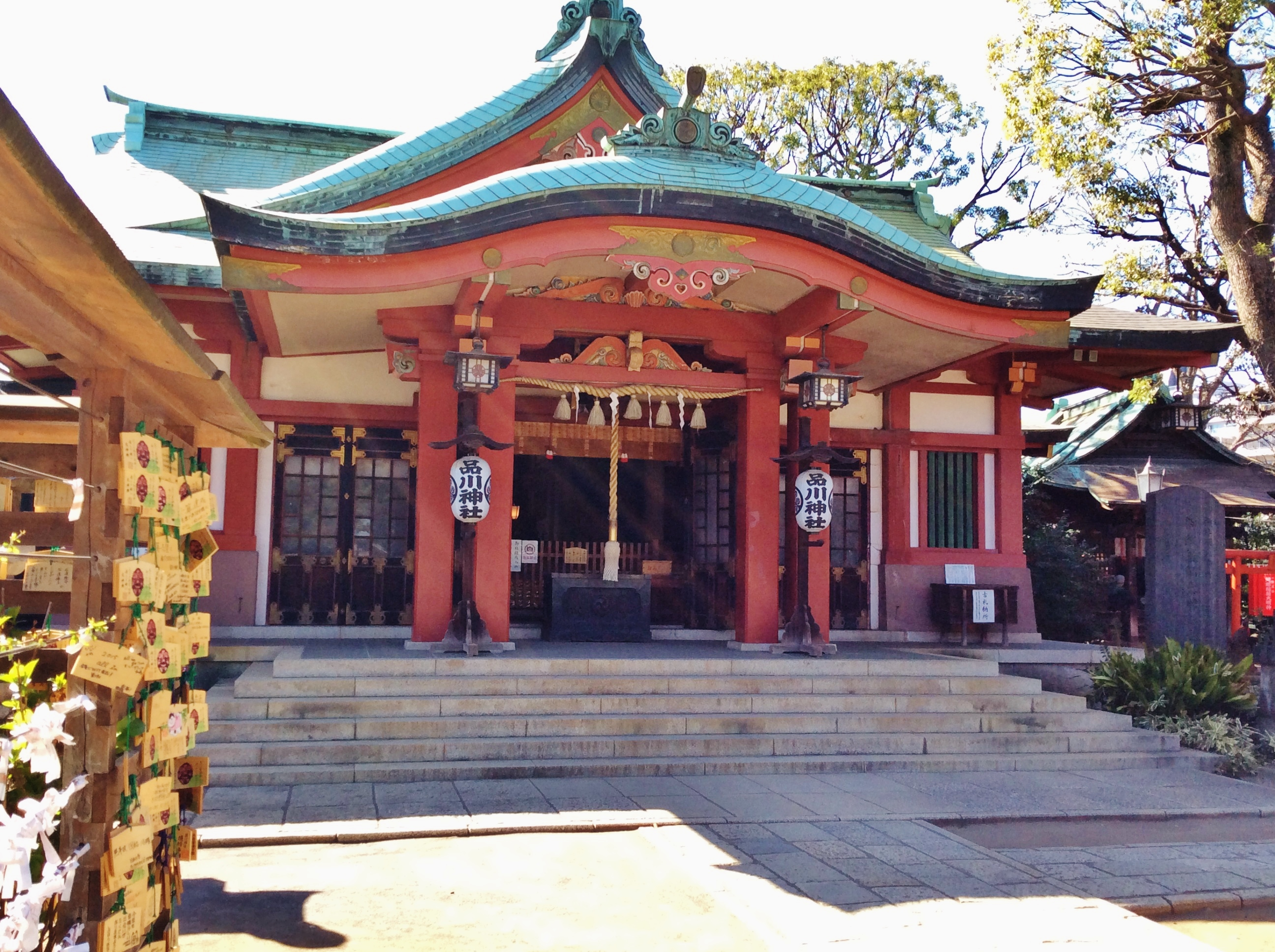
品川神社

品川神社（日语：しながわじんじゃ）是位於日本東京都品川區北品川三丁目的一座神社。這座神社是東京十社之一，也是東海七福神之一。品川神社始建於文治3年（1187年）。慶長五年（1600年），德川家康州出征關原之戰時曾參拜品川神社。1975年，品川神社被列入東京十社之一。

## 外部連結
- 品川神社（公式サイト）（页面存档备份，存于）
- 品川神社（東京都神社庁）（页面存档备份，存于）
- 品川区サイト（页面存档备份，存于）